# 3072 Vilnius
A 3072 Vilnius (ideiglenes jelöléssel 1978 RS1) a Naprendszer kisbolygóövében található aszteroida. Nyikolaj Sztyepanovics Csernih fedezte fel 1978. szeptember 5-én.